# 安德尔省
安德尔省（法語：Indre，法語：[ɛ̃dʁ] ⓘ）是法國中央-盧瓦爾河谷大區所轄的省份。該省編號為36。由安德尔河而得名。

## 历史
安德尔省是法国大革命中1790年3月4日依国民制宪议会命令建立的83个省份之一。新省份大致依照相同面积及人口来划分，安德尔省的大部是原贝里行省的一部分，而还有部分地区来自普瓦圖、图赖讷及马尔什。

1790年安德尔省的来源